# 3e étape du Tour d'Espagne 2014
La 3e étape du Tour d'Espagne 2014 s'est déroulée le lundi 25 août 2014 entre les villes de Cadix et Arcos de la Frontera sur une distance de 197,8 km.

## Résultats

### Classement de l'étape
|    | Coureur            | Pays        | Équipe           |    | Temps           |
| -- | ------------------ | ----------- | ---------------- | -- | --------------- |
| 1  | Michael Matthews   | Australie   | Orica-GreenEDGE  | en | 5 h 12 min 14 s |
| 2  | Daniel Martin      | Irlande     | Garmin-Sharp     |    | m.t             |
| 3  | Joaquim Rodríguez  | Espagne     | Katusha          |    | m.t             |
| 4  | Wilco Kelderman    | Pays-Bas    | Belkin           |    | m.t             |
| 5  | Paul Martens       | Allemagne   | Belkin           |    | m.t             |
| 6  | Cadel Evans        | Australie   | BMC Racing       |    | m.t             |
| 7  | Lloyd Mondory      | France      | AG2R La Mondiale |    | m.t             |
| 8  | Nacer Bouhanni     | France      | FDJ.fr           |    | m.t             |
| 9  | Daniel Moreno      | Espagne     | Katusha          |    | m.t             |
| 10 | Christopher Froome | Royaume-Uni | Sky              |    | m.t             |

### Points attribués
|   | Cycliste                   | Pays           | Équipe                 | Points |
| - | -------------------------- | -------------- | ---------------------- | ------ |
| 1 | Lluís Mas                  | Espagne        | Caja Rural-Seguros RGA | 4      |
| 2 | Jacques Janse van Rensburg | Afrique du Sud | MTN-Qhubeka            | 2      |
| 3 | Danilo Wyss                | Suisse         | BMC Racing             | 1      |

|   | Cycliste                   | Pays           | Équipe                 | Points |
| - | -------------------------- | -------------- | ---------------------- | ------ |
| 1 | Lluís Mas                  | Espagne        | Caja Rural-Seguros RGA | 4      |
| 2 | Jacques Janse van Rensburg | Afrique du Sud | MTN-Qhubeka            | 2      |
| 3 | Danilo Wyss                | Suisse         | BMC Racing             | 1      |

|    | Cycliste           | Pays        | Équipe                  | Points |
| -- | ------------------ | ----------- | ----------------------- | ------ |
| 1  | Michael Matthews   | Australie   | Orica-GreenEDGE         | 25     |
| 2  | Daniel Martin      | Irlande     | Garmin-Sharp            | 20     |
| 3  | Joaquim Rodríguez  | Espagne     | Katusha                 | 16     |
| 4  | Wilco Kelderman    | Pays-Bas    | Belkin                  | 14     |
| 5  | Paul Martens       | Allemagne   | Belkin                  | 12     |
| 6  | Cadel Evans        | Australie   | BMC Racing              | 10     |
| 7  | Lloyd Mondory      | France      | AG2R La Mondiale        | 9      |
| 8  | Nacer Bouhanni     | France      | FDJ.fr                  | 8      |
| 9  | Daniel Moreno      | Espagne     | Katusha                 | 7      |
| 10 | Christopher Froome | Royaume-Uni | Sky                     | 6      |
| 11 | Rigoberto Urán     | Colombie    | Omega Pharma-Quick Step | 5      |
| 12 | Samuel Sánchez     | Espagne     | BMC Racing              | 4      |
| 13 | Nairo Quintana     | Colombie    | Movistar                | 3      |
| 14 | Robert Gesink      | Pays-Bas    | Belkin                  | 2      |
| 15 | David Arroyo       | Espagne     | Caja Rural-Seguros RGA  | 1      |

### Cols et côtes
|   | Cycliste      | Pays    | Équipe                 | Points |
| - | ------------- | ------- | ---------------------- | ------ |
| 1 | Jérôme Cousin | France  | Europcar               | 3      |
| 2 | Lluís Mas     | Espagne | Caja Rural-Seguros RGA | 2      |
| 3 | Danilo Wyss   | Suisse  | BMC Racing             | 1      |

|   | Cycliste      | Pays    | Équipe                 | Points |
| - | ------------- | ------- | ---------------------- | ------ |
| 1 | Jérôme Cousin | France  | Europcar               | 3      |
| 2 | Danilo Wyss   | Suisse  | BMC Racing             | 2      |
| 3 | Lluís Mas     | Espagne | Caja Rural-Seguros RGA | 1      |

|   | Cycliste      | Pays    | Équipe                 | Points |
| - | ------------- | ------- | ---------------------- | ------ |
| 1 | Lluís Mas     | Espagne | Caja Rural-Seguros RGA | 3      |
| 2 | Jérôme Cousin | France  | Europcar               | 2      |
| 3 | Danilo Wyss   | Suisse  | BMC Racing             | 1      |

|   | Cycliste      | Pays    | Équipe                 | Points |
| - | ------------- | ------- | ---------------------- | ------ |
| 1 | Lluís Mas     | Espagne | Caja Rural-Seguros RGA | 3      |
| 2 | Danilo Wyss   | Suisse  | BMC Racing             | 2      |
| 3 | Jérôme Cousin | France  | Europcar               | 1      |

## Classements à l'issue de l'étape

### Classement général
|    | Cycliste           | Pays             | Équipe                  |    | Temps           |
| -- | ------------------ | ---------------- | ----------------------- | -- | --------------- |
| 1  | Michael Matthews   | Australie        | Orica-GreenEDGE         | en | 9 h 27 min 53 s |
| 2  | Nairo Quintana     | Colombie         | Movistar                | +  | 4 s             |
| 3  | Alejandro Valverde | Espagne          | Movistar                |    | 11 s            |
| 4  | Rigoberto Urán     | Colombie         | Omega Pharma-Quick Step |    | 15 s            |
| 5  | Damiano Caruso     | Italie           | Cannondale              |    | 17 s            |
| 6  | Esteban Chaves     | Colombie         | Orica-GreenEDGE         |    | 17 s            |
| 7  | George Bennett     | Nouvelle-Zélande | Cannondale              |    | 20 s            |
| 8  | Julián Arredondo   | Colombie         | Trek Factory Racing     |    | 20 s            |
| 9  | Haimar Zubeldia    | Espagne          | Trek Factory Racing     |    | 20 s            |
| 10 | Gianluca Brambilla | Italie           | Omega Pharma-Quick Step |    | 22 s            |

### Classement par points
|   | Cycliste         | Pays      | Équipe          | Points |
| - | ---------------- | --------- | --------------- | ------ |
| 1 | Nacer Bouhanni   | France    | FDJ.fr          | 33     |
| 2 | Michael Matthews | Australie | Orica-GreenEDGE | 29     |
| 3 | Daniel Martin    | Irlande   | Garmin-Sharp    | 20     |

### Classement du meilleur grimpeur
|   | Cycliste      | Pays    | Équipe                 | Points |
| - | ------------- | ------- | ---------------------- | ------ |
| 1 | Lluís Mas     | Espagne | Caja Rural-Seguros RGA | 9      |
| 2 | Jérôme Cousin | France  | Europcar               | 9      |
| 3 | Danilo Wyss   | Suisse  | BMC Racing             | 6      |

### Classement du combiné
|   | Cycliste      | Pays    | Équipe                 | Points |
| - | ------------- | ------- | ---------------------- | ------ |
| 1 | Lluís Mas     | Espagne | Caja Rural-Seguros RGA | 114    |
| 2 | Danilo Wyss   | Suisse  | BMC Racing             | 145    |
| 3 | Valerio Conti | Italie  | Lampre-Merida          | 148    |

### Classements par équipes
|   | Équipe     | Pays        |    | Temps            |
| - | ---------- | ----------- | -- | ---------------- |
| 1 | Belkin     | Pays-Bas    | en | 27 h 55 min 44 s |
| 2 | BMC Racing | États-Unis  | +  | 9 s              |
| 3 | Sky        | Royaume-Uni |    | 22 s             |

## Abandon
Aucun.